# اسکرتسو شماره ۲ (شوپن)
اسکرتسو شماره ۲ در سی ♭ مینور، اپوس. ۳۱ یک اسکرتسو از فردریک شوپن است. این اثر بین سالهای ۱۸۳۵ و ۱۸۳۷ ساخته و منتشر شده، و به کنتس آدل فورستنشتاین تقدیم شده است.
همانطور که پیانیست دیوید دوبال نوشته است،  رابرت شومان این اسکرتسو را با یک شعر بایرون مقایسه کرد، " سرشار از لطافت، جسارت، عشق و تحقیر." به گفته ویلهلم فون لنز، یکی از شاگردان شوپن، گفت که شروع آواز معروف سوتو یک سوال و عبارت دوم پاسخ است: "برای شوپن هرگز به اندازه کافی پرسشگر نبود، هرگز به اندازه کافی نرم، هرگز به اندازه کافی طاقدار نبود. این باید یک خانه چادری باشد." 
همچنین دوبال نوشت که منتقد جیمز هونکر "شعف می کند": "چه استادانه نوشتن، و در قلب پیانو نهفته است! صد نسل ممکن است در این صفحات (نت موسیقی) پیشرفت نکنند." 

## در فرهنگ عامه
لحظه های از این موسیقی در فیلم "شاهد قتل" اثر سال ۱۹۵۴ باربارا استانویک شنیده می شود.